# Sarah Maria Besgen

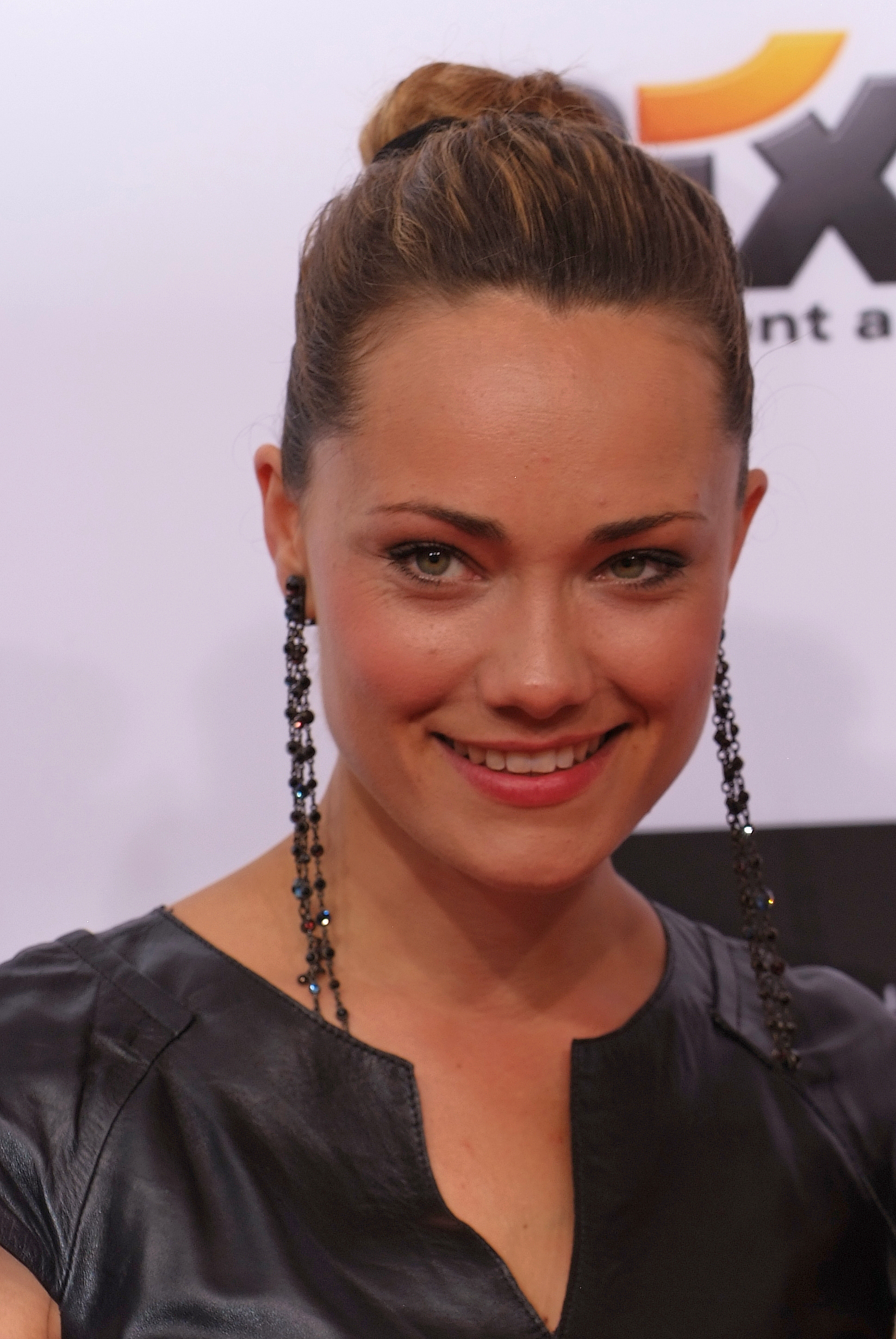
Sarah Maria Besgen auf dem roten Teppich zum Studio Hamburg Nachwuchspreis 2012

Sarah Maria Besgen (* 15. August 1979 in Lammersdorf) ist eine deutsche Schauspielerin und Fotografin. Ihre Mutter ist die Malerin Annette Besgen.

## Werdegang
Frühe Bühnenerfahrungen sammelte Sarah Besgen als Kind und Jugendliche am Tanztheater Siegen. Im Anschluss an ihre Schulzeit in Siegen und Köln zog sie nach Paris, wo sie neben ihrer schauspielerischen Entwicklung auch als Model Erfolg hatte. Ihre Schauspielausbildung am Bühnenstudio der darstellenden Künste in Hamburg schloss sie 2003 ab und setzte diese 2012 in den Schauspielklassen von Larry Moss in Berlin und Susan Batson in New York fort.
Von 2006 bis 2010 war Besgen in der Rolle der Miriam Brehm in der Telenovela des Ersten, Rote Rosen, zu sehen. In dieser Zeit lebte sie überwiegend in Lüneburg.
Sie ist regelmäßig in verschiedenen Film- und Fernsehproduktionen präsent, u. a. in SOKO Stuttgart, Alarm für Cobra 11, Rosamunde Pilcher, Das Traumschiff, Hubert und Staller und als Protagonistin Melissa Brock in der Sat.1–Serie Alles oder nichts.
Auf der Bühne war sie unter anderem im Hamburger Theater im Zimmer unter Detlef Altenbecks Regie in Tamara und als Winnetous Schwester Nscho-tschi bei den Karl-May-Festspielen in Elspe zu sehen. Es folgten u. a. die Rolle der Regine Engstrand in Gespenster von Henrik Ibsen bei den Theatergastspielen Fürth und als böse Stiefschwester in Drei Haselnüsse für Aschenbrödel in einer Inszenierung des Apollo-Theaters in Siegen.
Neben der schauspielerischen Tätigkeit arbeitet Sarah Besgen regelmäßig als Model, z. B. für die Kampagnen von Red Wing Shoes, Dr. Hauschka Naturkosmetik, Deutsche Post, BMW und Calvin Klein.
Seit 2006 widmet sich Sarah Besgen auch dem therapeutischen Aspekt der Schauspielerei im Zuge ihrer Ausbildung als Theatertherapeutin. In diesem Rahmen war sie u. a. in der Psychiatrie Hamburg-Ochsenzoll, der „Jugendhilfe“ und dem „Jungen Theater Siegen e. V.“ tätig.
Seit 2011 setzt sie sich mit Polaroid-Fotografie auseinander. Ihre Werke wurden seit 2013 nach drei Ausstellungen in Berlin an zahlreichen weiteren Orten gezeigt. Außerdem entstand ein Katalog mit dem Titel „Worldwidepolaroid“. Besgen unterrichtet seit 2012 Kinder und Jugendliche im Schauspielfach u. a. mit eigenen Inszenierungen. Von 2012 bis 2017 war sie als Lehrkraft bundesweit an Schauspielschulen tätig.
Besgen lebt in Berlin, wo 2019 auch ihr Sohn geboren wurde.

## Ausstellungen (Auswahl)
- 2014: Kulturbahnhof, Kreuztal
- 2015: Lünebuch, Lüneburg
- 2015: Schauwerk, Sindelfingen
- 2016: The Art Scouts, Berlin
- 2016: Sofortbildshop, Berlin
- 2017: wvh2, Siegen
- 2017: Red wing Store, Berlin

Quellen

## Filmografie (Auswahl)
- 1997: Geliebte Schwestern (Fernsehserie)
- 1998: Lindenstraße (Fernsehserie)
- 1998: Nathalie 3 (TV-Film)
- 1999: Für alle Fälle Stefanie (Fernsehserie)
- 1999: Gute Zeiten, schlechte Zeiten (Fernsehserie)
- 2003–2004: Verbotene Liebe (Fernsehserie)
- 2004: Eine andere Liga
- 2005: SOKO Köln (Fernsehserie)
- 2005: Die Tote vom Deich (Fernsehfilm)
- 2006: Der Mungo (Kurzfilm)
- 2006–2008, 2009–2010: Rote Rosen (Fernsehserie, Folgen 1–475 und 618–787)
- 2007: Mikrofan
- 2007: Großstadtrevier (Fernsehserie)
- 2008: Der Landarzt (Fernsehserie)
- 2009: Küstenwache (Fernsehserie)
- 2009: Die schönsten Oper aller Zeiten (Dokumentarfilm)
- 2010: Unser Charly (Fernsehserie)
- 2010: World Express (Fernsehfilm)
- 2010: Der Deutsche (Fernsehserie)
- 2011: Entführt: Vincent (Fernsehfilm)
- 2011: World Express – Atemlos durch Mexiko (Fernsehfilm)
- 2012: Das Traumschiff – Bali (Fernsehfilm)
- 2012: Alarm für Cobra 11 – Die Autobahnpolizei – Überschall (Fernsehserie)
- 2012: Küstenwache (Fernsehserie)
- 2013: Dunkler Wald (Kurzfilm)[10]
- 2013: Papa auf Probe (Fernsehfilm)
- 2013–2018: CopStories (Fernsehserie, drei Episoden)
- 2014: Divorced (Serie)
- 2014: SOKO Stuttgart (Fernsehserie)
- 2017: In aller Freundschaft – Die jungen Ärzte – Blutsbrüder (Fernsehserie)
- 2017: Alarm für Cobra 11 – Die Autobahnpolizei – Jenseits von Eden (Fernsehserie)
- 2017: Hubert und Staller – Dringender Tatverdacht (Fernsehserie)
- 2018: Inga Lindström – Vom Festhalten und Loslassen
- 2018: Rosamunde Pilcher – Wo dein Herz wohnt
- 2018: Alles oder nichts (Fernsehserie, Folgen 1–45)
- 2021: Unter uns (Fernsehserie, Folgen 6645–6649)
- 2024: Alles was zählt (Fernsehserie, Folgen 4380–4410)
- 2024: SOKO Wismar – Ein Kleid für Helene (Fernsehserie)
- 2024: WaPo Bodensee – Die nackte Nixe (Fernsehserie)

## Publikationen
- World Wide Polaroid. Edition Carpentier ISBN 978-3-944637-10-5.